# Menarche
Menarche is het tijdstip waarop bij meisjes de eerste menstruatie optreedt, na de borstontwikkeling, de groeispurt en het ontstaan van schaamhaar. De leeftijd waarop dit gebeurt, is voor een groot deel erfelijk. Onderzoeken hebben uitgewezen dat moeders en dochters vaak sterke gelijkenissen vertonen op het vlak van de hoeveelheid bloedverlies, de duur van de cyclus en het al dan niet hebben van menstruatiepijn. Verder hangt het tijdstip ook af van factoren als stress, lichamelijke activiteit, lichaamsbouw en voeding. Het klimaat heeft geen invloed. Meisjes die steviger gebouwd zijn, menstrueren doorgaans wat eerder. Wetenschappers brengen de timing van de menarche dan ook in verband met het bereiken van een bepaald lichaamsgewicht.
In 1830 kreeg een meisje in West-Europa haar eerste menstruatie op haar zeventiende jaar. Tegen het einde van de negentiende eeuw was de gemiddelde leeftijd al gedaald tot 15 jaar. De laatste cijfers spreken van een leeftijd van 12,5 jaar in Noord-Amerika, met een schommeling tussen 10 en 16 jaar. In het Verenigd Koninkrijk ligt de menarche op 12,9 jaar. Wetenschappers verwachten geen verdere daling.
In Nederland hadden in 1897 de meisjes hun eerste menstruatie toen ze net 16 werden. In 1965 was dit gedaald tot de gemiddelde leeftijd van 13,4 jaar. In 1980 zakte de leeftijd tot 13,28 jaar. Er werd een grote sprong vastgesteld in jaren 50 en 60, met als achterliggende reden de verbeterde levensomstandigheden. Het meisje groeit na de menarche nog gemiddeld zes centimeter.
De eerste menstruatie wordt doorgaans voorafgegaan door enkele maanden van verhoogde vaginale afscheiding. Dit wijst erop dat het groeiproces op gang is gekomen en dat het slijmvlies van de baarmoeder en vagina tijdelijk overgestimuleerd worden. Wanneer de eerste menstruatie op zestienjarige leeftijd nog niet heeft plaatsgevonden, kan er sprake zijn van primaire amenorroe.
De eerste een tot twee jaar na de menarche is de menstruatiecyclus vaak nog erg onregelmatig. Wanneer de cyclus onregelmatig blijft spreekt men van oligomenorroe.
Vanaf de eerste menstruatiecyclus begint de ovulatie (eisprong) en vanaf dat moment is het meisje geslachtsrijp.
De cyclus loopt door tot de leeftijd van ongeveer 50 jaar, (de menopauze), zodat de gemiddelde vrouw 400 cycli in haar leven heeft. Vóór het algemeen gebruik van hormonale anti-conceptie ('de pil'), was een vrouw veel vaker zwanger (tot soms wel 20 keer = 180 cycli) zodat zij veel minder cycli had. Ook tijdens het geven van borstvoeding vindt meestal geen menstruatie plaats.